# Solenopsis lou
Solenopsis lou es una especie de hormiga del género Solenopsis, subfamilia Myrmicinae.

## Distribución
Esta especie se encuentra en Argelia y Túnez.